# Filosofía en el Egipto antiguo

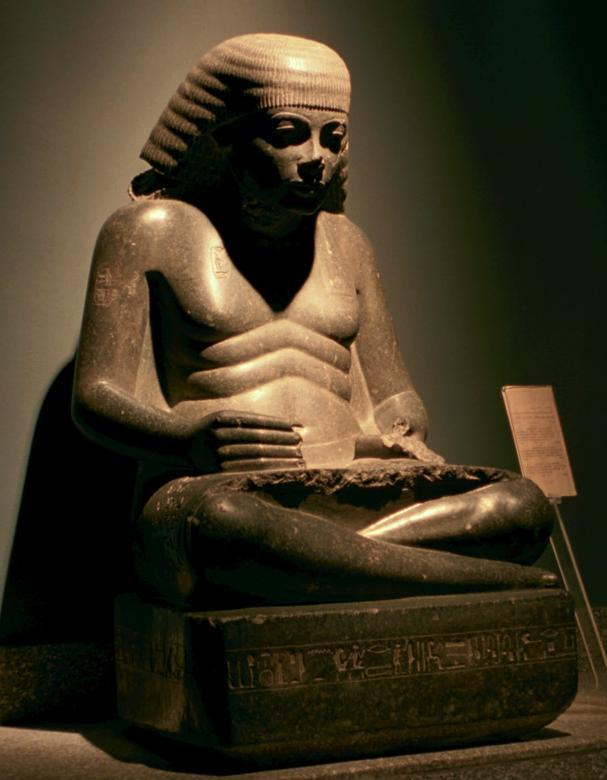
Amenhotep (hijo de Hapu) fue un escriba de alto rango del antiguo Egipto.

Existe un debate sobre la filosofía del Antiguo Egipto y su verdadero alcance y naturaleza. Varios de los filósofos griegos antiguos consideraban a Egipto como un lugar de sabiduría y filosofía. El escritor Isócrates (b. 436 a. C.) afirma en su obra Busiris que: "todos los hombres están de acuerdo en que los egipcios son los más sanos y los más longevos entre los hombres; y luego, por el alma, introdujeron la formación de la filosofía ...". Declara que los escritores griegos viajaron a Egipto para buscar conocimiento. Uno de ellos fue Pitágoras, quien "fue el primero en llevar a los griegos toda la filosofía", según Isócrates.
Platón declara en su diálogo Fedro que el egipcio Thoth "inventó los números y la aritmética ... y, lo más importante de todo, las letras". En el diálogo Timeo de Platón, Sócrates cita a los sabios del antiguo Egipto cuando cuenta que el legislador Solón viaja a Egipto para aprender: "O Solon "Solón, ustedes, los griegos, siempre son niños". Aristóteles confirma que Egipto es la tierra original de la sabiduría, como cuando afirma en su obra Política que "se dice que los egipcios son las naciones más antiguas, pero siempre han tenido leyes y un sistema político. "
Un texto para la American Philosophical Association describe el texto de 3200 años de antigüedad "La inmortalidad de los escritores", o "Ser un escritor" (c. 1200 a. C.), como un "ejemplo notable de la filosofía clásica egipcia". El texto, que Dag Herbjørnsrud atribuye al escritor Irsesh, dice: 

El hombre perece; su cadáver se convierte en polvo; Todos sus parientes vuelven a la tierra. Pero los escritos lo hacen recordar en la boca del lector. ¡Un libro es más efectivo que una casa bien construida o una capilla de una tumba, mejor que una villa establecida o una estela en el templo! [...] Se entregaron un libro como lector-sacerdote, un pizarrón como su hijo obediente. Las enseñanzas son su mausoleo, la pluma de caña a su hijo, la piedra para pulir a su esposa. Tanto grandes como pequeños se les dan como hijos, porque el escritor es el jefe ".
Irsesh La inmortalidad de los escritores

Herbjørnsrud escribe: "En 2018, los proyectos están en curso para traducir varios textos del antiguo Egipto por primera vez. Sin embargo, ya tenemos una amplia variedad de géneros para elegir para estudiar los manuscritos desde una perspectiva filosófica: Las muchas máximas en" La Enseñanza de Ptahhotep ", el primer manuscrito conservado de este visir de la quinta dinastía es del siglo XIX a. C., en el que también argumenta que debes" seguir tu corazón ";" La Enseñanza de Ani ", escrita por un humilde medio. escriba en el siglo 13 a. C., que aconseja al hombre común; "La sátira de los oficios" de Khety, que intenta convencer a su hijo Pepy de que "ame los libros más que su madre", ya que no hay nada "en la tierra". como ser un escriba; la obra maestra "La disputa entre un hombre y su alma" del siglo XIX a. C., en la que un hombre se lamenta "la miseria de la vida", mientras que su persona (personalidad / alma) responde que la vida es buena, que él debería más bien "reflexionar sobre la vida "Ya que es un entierro que es miserable, discutido recientemente por Peter Adamson y Chike Jeffers en su serie de podcast" Africana Philosophy ". O podemos leer Amennakht (activo en 1170–1140 aC), el intelectual más importante de la ciudad de escribas Deir el-Medina, cuya enseñanza dice que “es bueno terminar la escuela, mejor que el olor de las flores de loto en verano”.